# 井冈山根据地反进剿战争
井冈山根据地反进剿战争，是第一次國共內戰為於1928年1月至6月間，中國國民黨的驻守江西的国民革命军與中国共产党的工农革命军（后为中国工农红军）之間的戰爭。

## 第一次反进剿
1927年10月，毛泽东率领湘赣边界秋收起义的工农革命军抵达井冈山，创建井冈山革命根据地。1928年1月，在遂川召开中共湖南省委前敌委员会及万安、遂川二县县委联席会议，毛泽东在会上提出“敌来我走、敌驻我扰、敌退我追”的游击作战原则。1月18日，驻吉安的国民革命军第27师以第80团和第79团一个营抵达泰和，进剿万安的工农革命军。第79团另一营从永新至宁冈县新城会同宁冈靖卫团进剿井冈山工农革命军。2月4日，毛泽东率工农革命军第1团从遂川回到井冈山，决定集中兵力，歼灭井冈山北大门宁冈县新城的国民革命军。2月17日夜，毛泽东率工农革命军第1团、第2团分两路奔袭新城。2月18日晨，在赤卫队配合下，第1团分东南北三面攻击新城。第2团在城西门外上、下曲石村埋伏。工农革命军攻克东门后，国民革命军逃向西门。第1团追出西门，和第2团会合，将溃军在西门外水田里全歼。新城被工农革命军攻下。国民革命军被歼灭1个营和宁冈靖卫团，被俘300余人。第一次进剿被打破。

## 第二次反进剿
1928年4月，朱德、陈毅率领的南昌起义余部和湘南农军和毛泽东率领的工农革命军会师，合编为工农革命军第四军。国民革命军第27师第81团和第79团分两路，从永新、遂川第二次进剿井冈山。第79团在右路进攻龙源口方向，第81团在左路进攻遂川方向，师部和第80团攻克永新县城。工农革命军第四军军长朱德率领第28团、第29团在遂川迎击左路军，党代表毛泽东率领第31团在龙源口迎击右路军。第28团、第29团经过茨坪、下庄、行州向南进军，5月5日，第29团在遂川黄坳迎战左路军第81团先头部队。激战两个小时，左路军被歼灭一部，余部撤退到五斗江、拿山。工农革命军第28团进至遂川五斗江。5月6日晨，左路军第81团分两路进攻五斗江，工农革命军第28团第1营正面抵抗，第2营、第3营迂回后方袭击。工农革命军第29团随后进入战斗。激战两个小时，国民革命军被歼灭1个营，余部撤退到永新。5月7日中午，工农革命军在永新北岭击败第81团余部和第80团，进攻永新，击溃第79团第3营，占领永新城。歼灭国民革命军1个团，缴获枪支三百。第二次进剿被打破。

## 第三次反进剿
5月中旬，国民革命军第27师及第7师、第9师各1个团，一共5个团在第27师师长杨如轩率领下，第三次进剿井冈山。工农革命军撤出永新县城，国民革命军27师师部率领第27团1个营、第79团进驻永新县城。其他4个团南渡禾水，计划从龙源口进攻宁冈。朱德率工农革命军第28团、第31团1个营抵达永新之西的小西江，决定奔袭永新县城，歼灭防守较弱的第27师师部。5月19日，工农革命军奔袭途中，在草市坳遭遇国民革命军第79团，朱德指挥第28团1个营正面进攻，两个营侧击，第31团第3营迂回敌后，激战近两个小时，第79团被全歼。工农革命军然后进攻永新县城，歼灭第27师师部和第27团1个营，杨如轩负伤。龙源口的国民革命军4个团撤退到吉安。国民革命军被歼灭1个师部、1个团、外加1个营，被缴获枪支三百、迫击炮7门、山炮2门。第三次进剿被打破。

## 第四次反进剿
5月25日，工农革命军更名为中国工农红军。6月，国民革命军第9师、第27师余部，一共5个团，重夺永新县城。请求南京政府派湖南省协攻井冈山。6月16日，驻湖南的国民革命军第8军第2师、第3师从平江调到茶陵、攸县，进剿井冈山。红军决定对湘军采取守势，对赣军采取攻势。6月22日，国民革命军的三个团进抵龙源口。6月23日，红四军第29团、第31团1个营在新七溪岭多次击退国民革命军1个团的进攻。红军第28团攻击新七溪岭的国民革命军两个团，获胜后迂回到龙源口。红军第29团反击，把国民革命军1个团逼到龙源口。红军第28团、第29团在龙源口歼灭国民革命军，乘胜攻取永新县城。永新县城的国民革命军撤到吉安。国民革命军被歼灭1个团，击溃2个团，被缴获枪支四百。第四次进剿被打破。